# トリコシル酸
トリコシル酸(Tricosylic acid)は、化学式CH3(CH2)21COOHの23炭素長の長鎖飽和脂肪酸である。系統名は、トリコサン酸(tricosanoic acid)である。